# シオニズムの歴史
シオニズムの歴史の年表
人物年譜；
- Category:シオニズム

- ヤーコプ・バセヴィ（1580年 - 1634年）
- ザームエル・オッペンハイマー（1630年 - 1703年）
- ザムゾン・ヴェルトハイマー（1658年 - 1724年）
- レーオポルト・ツンツ（1794年 - 1886年）
- ツヴィ・カリシャー（1795年 - 1874年）；宗教シオニズム
- イェフダー・アルカライ（1798年 - 1878年）；宗教シオニズム
- ルートヴィヒ・フォン・フランクル（1810年 - 1894年）
- モーゼス・ヘス（1812年 - 1875年）
- モーリツ・フォン・ヒルシュ Moritz von Hirsch（1831年 - 1896年）
- エドモン・ド・ロッチルド Edmond James de Rothschild（1845年 - 1934年）
- マックス・ノルダウ（1849年 - 1923年）
- アハド・ハアム（1856年 - 1927年）；精神的シオニズム
- ルイス・ブランダイス（1856年 － 1941年）
- エリエゼル・ベン・イェフダー（1858年 - 1922年）
- テオドール・ヘルツル（1860年 - 1904年）；政治的シオニズム
- ヘンリエッタ・ソールド Henrietta Szold（1860 - 1945）
- イズレイル・ザングウィル（1864年 - 1926年）
- ナータン・ビルンバウム（1864年 - 1937年）；政治シオニズムと文化シオニズムの融合
- アブラハム・クック Rabbi Abraham Issac ha-Kohen Kook (1865年-1935年)；パレスチナ初代主席ラビ。宗教・世俗シオニズム。
- マックス・ボーデンハイマー Max Bodenheimer（1865年 - 1940年）
- リヒャルト・ベーア＝ホフマン（1866年 - 1945年）
- スティーヴン・サミュエル・ワイズ（1874年 - 1949年）
- マルティン・ブーバー（1878 - 1965）；文化シオニズム
- ヨセフ・トルンペルドール Joseph Trumpeldor（1880 - 1920）
- ヴラジミール・ジャボチンスキー（1880年 - 1940年）
- クルト・ブルーメンフェルト(1884年 - 1963年)
- ヨーゼフ・ロート（1894年 - 1939年）
- ナフーム・ゴルトマン Nahum Goldmann（1895年 - 1982年）
- ゲルショム・ショーレム（1897年 - 1982年）
- アブラハム・ヨシュア・ヘシェル Abraham Joshua Heschel（1907年 - 1972年）
- ユダ・マグネス Judah Magnes（-）
- マルクス・エーレンプライス Marcus Ehrenpreis（-）
- ピンカス・サピア Pinchas Sapir（-）

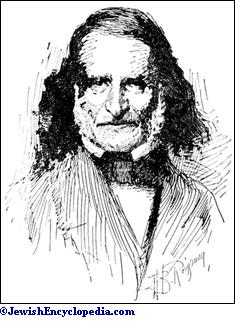
レーオポルト・ツンツ
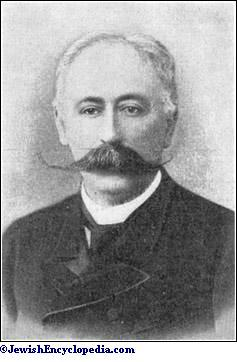
モーリッツ・フォン・ヒルシュ
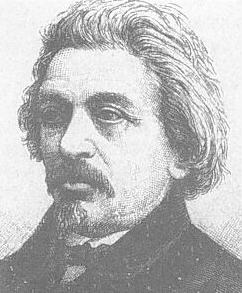
モーゼス・ヘス
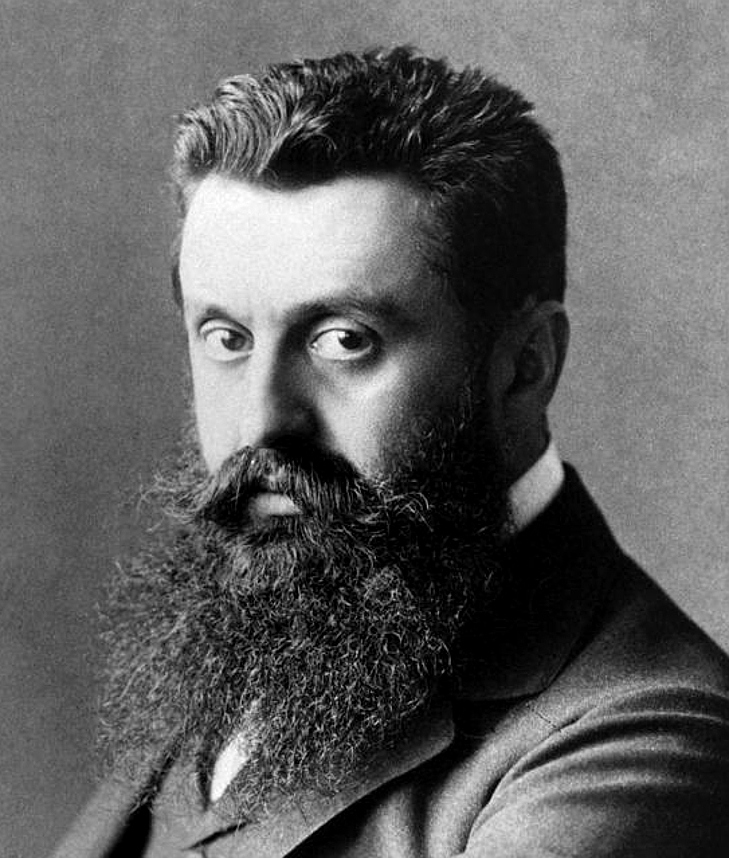
テオドール・ヘルツル
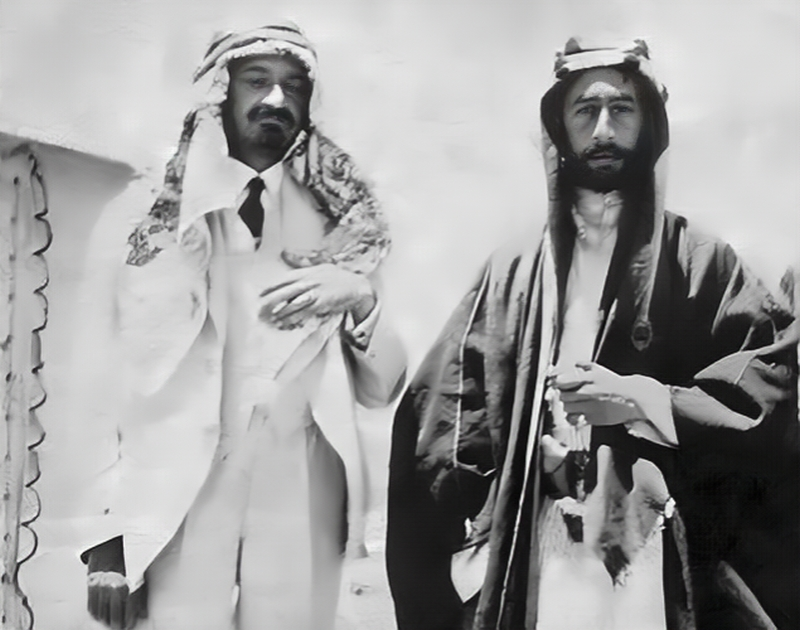
ハイム・ヴァイツマンとファイサル・フサイニー
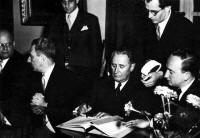
ナフーム・ゴルトマン